# Les Falgueres (Centelles)
Les Falgueres és un mas del municipi de Centelles (Osona) inclòs en l'Inventari del Patrimoni Arquitectònic Català.

## Descripció
Edifici civil de considerables dimensions, de forma allargada, teulada a dues vessants i orientat a sud-oest. El conjunt està format per diferents edificis d'alçades variables (2-3 pisos). El material de construcció és pobre.
A la façana principal es pot comprovar la data de les successives ampliacions. En una finestra es pot observar un petit relleu en forma de carot datat el 1698 i a l'edifici adjunt s'hi pot llegir en dues finestres «DIE I DE IUNI» i l'any 1752. Com a elements remarcables, a la façana esquerra hi ha una finestra amb motius gòtics i un finestral també gòtic amb la típica trilobada, si bé sense les columnetes.

## Història
No es conserven referències històriques d'aquest mas. La datació en diferents llindes ens permet recular a una reedificació durant els segles xvii-xviii. Els elements gòtics que hi trobem no ens poden fer caure en l'error de datar la construcció com a més antiga, com que en moltes de les masies d'aquests verals s'han aprofitat elements d'edificis antics. Tot i que s'ha conservat el nom de Falguera; la situació de la masia en un lloc transitat i perillós ha provocat presumiblement un estat d'abandonament notable en tota l'edificació.